# (35812) 1999 JD46
1999 JD46 (asteroide 35812) é um asteroide da cintura principal. Possui uma excentricidade de 0.12891960 e uma inclinação de 4.39175º.
Este asteroide foi descoberto no dia 10 de maio de 1999 por LINEAR em Socorro.